# Yoshiaki Koizumi
Yoshiaki Koizumi (小泉 歓晃?, Koizumi Yoshiaki; Mishima, 29 aprile 1968) è un autore di videogiochi giapponese.
Ha ricoperto il ruolo di produttore, game director, animatore e scrittore su molti dei videogiochi di maggior successo della Nintendo, tra cui titoli delle fortunate serie di Super Mario e The Legend of Zelda. Attualmente riveste la carica di vicedirettore generale della divisione di sviluppo Nintendo EPD ed è un ufficiale esecutivo del consiglio di amministrazione della compagnia.

## Biografia

### Giovinezza
In gioventù Yoshiaki Koizumi voleva diventare un regista e, pertanto, studiò presso l’Università di Osaka tecniche cinematografiche, teatro e animazione, familiarizzando anche con la pianificazione tramite storyboard. Laureatosi in concept design, decise di dedicarsi al settore videoludico, affascinato dalla narrazione più coinvolgente e meno lineare dei videogiochi rispetto a quella dei film. Nell'aprile 1991 entrò a far parte della divisione Nintendo Entertainment Analysis & Development, anche in virtù della relativa vicinanza tra la sua università e l’azienda di Kyoto.

### Gli inizi in Nintendo
Yōichi Kotabe, ex animatore della Toei allora dipendente di Nintendo, insegnò a Koizumi lo stile con il quale disegnare i personaggi dell'azienda: infatti, uno dei primi incarichi che gli vennero assegnati fu realizzare le illustrazioni e i testi del manuale di istruzioni di The Legend of Zelda: A Link to the Past. Durante questo lavoro Koizumi ideò una serie di avvenimenti ed elementi che sarebbero divenuti caratteristici della narrazione della serie, come la leggenda della Triforza. Venne nuovamente incaricato di curare il manuale nel titolo successivo di The Legend of Zelda: Link's Awakening per Game Boy. Tuttavia, dato che il gioco non era ancora stato ultimato, ebbe modo di mettere in atto le proprie idee nel gioco, occupandosi soprattutto dei dialoghi, insieme al collega Kensuke Tanabe.
Successivamente rivestì un ruolo marginale nello sviluppo di Super Mario Kart e Yoshi’s Island, dove si occupò rispettivamente delle immagini promozionali e degli elementi in grafica 3D. Koizumi era incuriosito da quest'ultima, tanto da acquistare un PC Amiga per studiarla come hobby. Uno dei suoi esperimenti fu un prototipo per Super Nintendo in cui ricreò in grafica poligonale (sfruttando il chip Super FX) lo stile di combattimento chambara presente in Zelda II: The Adventure of Link.

### I primi lavori da director
La dimestichezza con la grafica poligonale permise a Yoshiaki Koizumi di ricoprire il ruolo di assistant director accanto a Shigeru Miyamoto nello sviluppo dei successivi giochi di Mario e Zelda per Nintendo 64, prima console della compagnia a supportare nativamente la grafica tridimensionale. In Super Mario 64 Koizumi si dedicò alla programmazione della telecamera e delle animazioni del protagonista con l'obiettivo di rendere facili e intuitivi i controlli. Ebbe inoltre l'idea di inserire un'ombra circolare sotto Mario, indipendente dall'illuminazione circostante, per aiutare il giocatore a percepire la profondità dell'ambiente.
Dopo aver completato Mario 64, Koizumi venne assegnato allo sviluppo di The Legend of Zelda: Ocarina of Time. Uno dei primi problemi che il team dovette affrontare fu la gestione dei combattimenti in tre dimensioni contro numerosi avversari. Per trovare l'ispirazione Koizumi, insieme ai colleghi Toru Osawa e Jin Ikeda, si recò al parco divertimenti dello studio Toei presente a Kyoto, dove assistette a uno spettacolo in cui un samurai combatteva da solo un gruppo di ninja. Koizumi notò come il samurai affrontasse uno alla volta i suoi avversari, girandogli attorno senza abbassare la guardia. Questa tattica diventò la base dello Z-targeting usato in Ocarina of Time, in cui il giocatore può "agganciare" un nemico per centrare su di lui l'inquadratura della telecamera e dirigere contro di esso tutti gli attacchi. Questo sistema venne poi riproposto in molti videogiochi d'avventura e action RPG, come Kingdom Hearts e Dark Souls. Koizumi si occupò anche di realizzare i modelli di vari personaggi, come la giumenta Epona, la fatina Navi (all'inizio un semplice cursore per lo Z-targeting) e il protagonista Link. Quando mostrò a sua moglie una delle prime versioni di Link, lei gli fece notare che il suo grosso naso lo rendeva un eroe leggendario poco credibile. Koizumi cercò allora di renderlo più affascinante disegnandolo con un naso a punta e facendogli indossare guanti e orecchini.
Visti gli ottimi risultati conseguiti dai due giochi, venne data a Koizumi una maggiore libertà creativa nei progetti successivi. Cominciò a realizzare un gioco da tavolo in cui un poliziotto doveva catturare entro una settimana un ladro nascosto in una grande città (in un'ora di gioco). Contemporaneamente Eiji Aonuma, altro assistant director di Ocarina of Time, era stato incaricato da Miyamoto di realizzare entro due anni un nuovo capitolo di Zelda, The Legend of Zelda: Majora's Mask. Koizumi venne presto coinvolto nel progetto e la sua idea per il gioco da tavolo venne utilizzata come meccanica di base del nuovo videogioco, ambientando quindi l'avventura in un loop temporale. La premessa apocalittica vede Link incaricato di salvare il mondo di Termina, destinato a essere distrutto dalla Luna che precipiterà sul pianeta in soli tre giorni. Per riuscirci, Link deve viaggiare avanti e indietro nel tempo rivivendo più volte gli stessi eventi. Questa linea di design rese possibile realizzare Majora nei tempi previsti, ponendo l'attenzione sul memorizzare e sfruttare gli eventi che si ripetono nel corso dei tre giorni, piuttosto che sull'esplorazione di dungeon, elemento caratteristico della serie. Koizumi pianificò gli eventi all'interno della città principale del gioco, Cronopoli, mentre Aonuma curò i dungeon e le ambientazioni selvagge attorno alla città. Dopo la pubblicazione di Majora, Miyamoto assegnò stabilmente Koizumi allo sviluppo della serie di Super Mario, limitandosi al ruolo di produttore e supervisore.

### I progetti in autonomia ed EAD Tokyo
Con l'arrivo del GameCube, Koizumi cominciò a ragionare su come sfruttare al meglio le potenzialità del nuovo controller: esso presentava due tasti dorsali analogici sensibili alla pressione. Questo aspetto fece ricordare a Koizumi il grilletto di una pistola ad acqua, arma innocua adatta per un gioco di Super Mario. Da questo concept vide la luce nel 2002 Super Mario Sunshine, che Koizumi diresse in collaborazione con Kenta Usui. Il titolo inizialmente aveva meccaniche tipiche dei giochi di ruolo, in quanto presentava missioni selezionabili e monete spendibili. Successivamente Miyamoto suggerì di rendere la struttura più simile al precedente Super Mario 64 per evitare di alienare i giocatori veterani. Nonostante questi cambiamenti a sviluppo inoltrato, Super Mario Sunshine si distingue dal resto della serie per un'ambientazione più realistica e una trama leggermente più complessa. Un altro elemento caratteristico è la telecamera, su cui il giocatore ha un controllo quasi completo tramite la seconda levetta analogica del controller. Sempre nel 2002, Koizumi aiutò nello sviluppo di The Legend of Zelda: The Wind Waker, lavorando ad alcune missioni secondarie.
Nel 2003 Nintendo decise di aprire una nuova succursale di EAD a Tokyo, sotto la supervisione di Takao Shimizu. Koizumi, insieme alla maggior parte degli sviluppatori di Sunshine, venne trasferito in questa nuova sede con il compito di realizzare un nuovo capitolo di Donkey Kong. Il risultato fu Donkey Kong Jungle Beat, videogioco a piattaforme a scorrimento laterale interamente controllabile tramite i DK Bongos. Con questo gioco Koizumi voleva proporre un'interfaccia di controllo semplice e intuitiva per tutti i giocatori che trovavano i videogiochi tridimensionali troppo complicati.
Questa vocazione alla sperimentazione ritornò in Super Mario Galaxy, videogioco a piattaforme d'ambientazione cosmica. L'idea venne a Miyamoto come possibile soluzione al problema della gestione della telecamera, azione non intuitiva per molti giocatori, soprattutto giapponesi. L'estrema libertà concessa in Super Mario Sunshine aveva portato all'effetto opposto a quello desiderato, spaventando i meno esperti. Ambientando l'avventura su dei planetoidi sferici la telecamera è in grado di seguire sempre l'azione, mantenendo Mario al centro dell'inquadratura e riducendo al minimo le situazioni in cui sono necessari aggiustamenti manuali.

### La promozione a produttore e gli ultimi anni

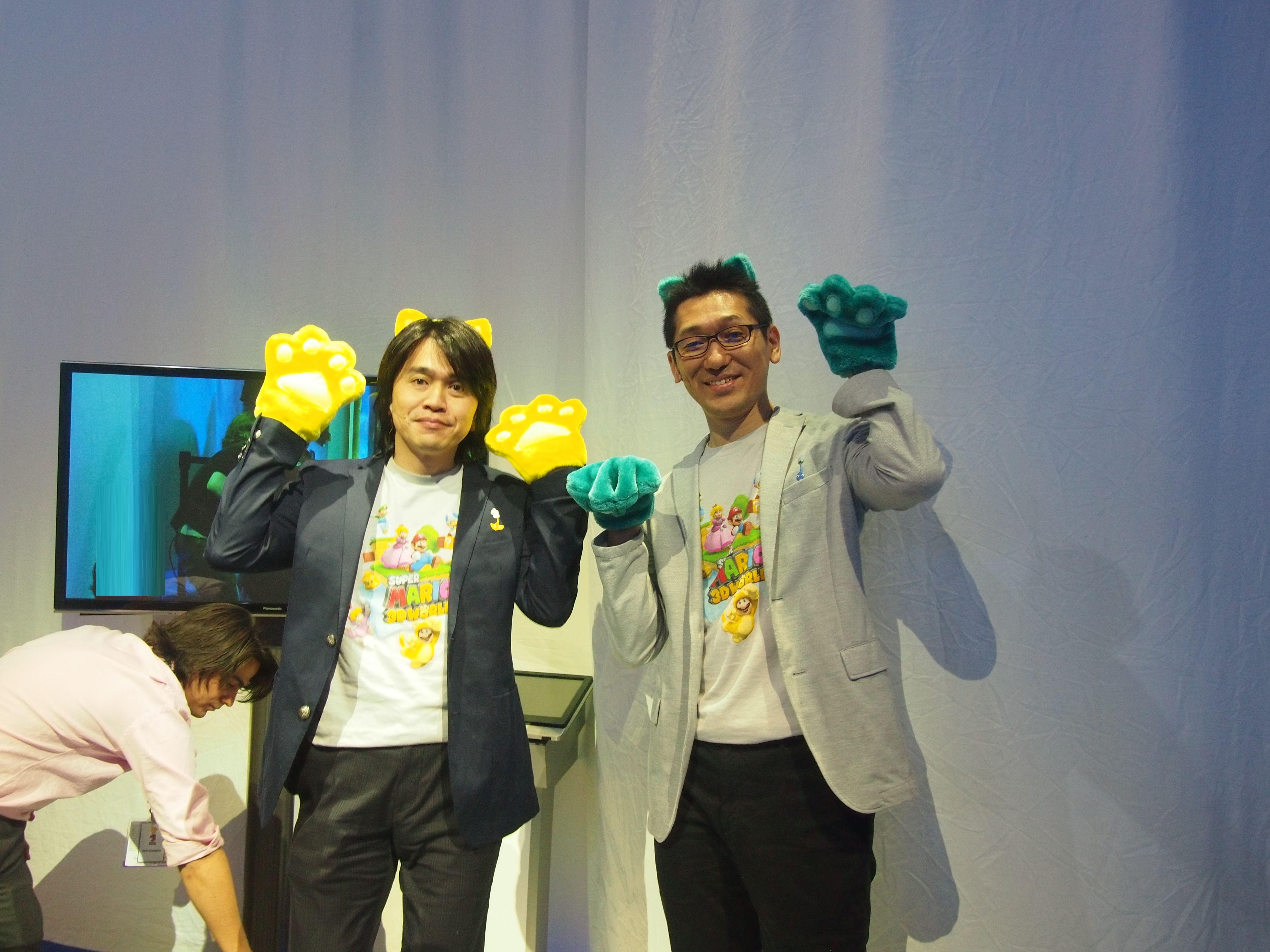
Yoshiaki Koizumi e Koichi Hayashida all'E3 2013 per promuovere Super Mario 3D World.

I giochi di EAD Tokyo hanno ottenuto un ottimo successo critico e un forte apprezzamento da parte del pubblico, rendendo il team uno dei più rinomati e famosi di Nintendo. Koizumi ha svolto il ruolo di produttore per lo sviluppo di quasi tutti i giochi del dipartimento, tra cui Flipnote Studio, NES Remix e i successivi Super Mario in 3D.
In Super Mario Galaxy 2 e Super Mario 3D Land cercò di rifinire ulteriormente i movimenti della telecamera, fino a rendere praticamente mai necessario l'intervento del giocatore. In Super Mario 3D World riuscì a implementare una modalità multigiocatore in tempo reale, un'idea scartata durante lo sviluppo di Super Mario 64. Il successivo Super Mario Odyssey fu invece un ritorno della serie allo stile sandbox utilizzato in Super Mario 64 e in Super Mario Sunshine. Koizumi, visto il successo di videogiochi esplorativi come Minecraft, si era infatti convinto che ormai anche i giocatori più giovani fossero in grado di gestire una telecamera in un ambiente tridimensionale complesso.
Dal 2015 Koizumi ricopre la carica di vicedirettore generale di Nintendo Entertainment Planning & Development, macro divisione che raggruppa tutti i precedenti team di sviluppo software interni all'azienda, continuando a lavorare nella sede di Tokyo. Ha anche lavorato strettamente alla realizzazione di Nintendo Switch, con l'obiettivo di produrre un dispositivo che si adattasse alle vite impegnate dei videogiocatori. Nel 2017 e nel 2018 è stato il presentatore internazionale dei Nintendo Direct, succedendo a Satoru Iwata.
Nel 2018 venne promosso a ufficiale esecutivo del consiglio di amministrazione della compagnia e nel 2020 divenne ufficiale esecutivo senior.

## Game design
Nei giochi a cui lavora, Koizumi si focalizza innanzitutto sul personaggio protagonista, curandone il modello e le azioni. Queste ultime devono essere abbastanza complesse da appassionare il giocatore, ma non eccessivamente difficili da eseguire. A suo parere, in un gioco di Mario è necessario un ritmo sostenuto, mentre per un buon Zelda bisogna creare atmosfera e aspettativa per le sfide successive.
A differenza del suo mentore Shigeru Miyamoto, Koizumi tende a inserire una componente narrativa approfondita nei suoi giochi. Essa però non viene mai raccontata in maniera diretta, ma è ricostruibile tramite dialoghi e trame secondarie. Pertanto, non essendo un elemento centrale, può essere tralasciata dal giocatore senza comprometterne l'esperienza di gioco. Tuttavia, questa tattica, volta a far implementare più facilmente le sue idee, non sempre ha funzionato, e negli anni Koizumi ha avuto qualche divergenza creativa con Miyamoto. Per esempio, dopo che in Super Mario Galaxy Koizumi aveva inserito all'insaputa del resto del team una storia dettagliata sulle origini di Rosalinda, al momento di sviluppare il seguito Miyamoto chiarì fin da subito che non avrebbe apprezzato un'altra trama complessa in un gioco di Mario.
(Shigeru Miyamoto)
A volte Koizumi ha preso ispirazione da eventi che gli sono realmente capitati. Nell'agosto del 1998 partecipò a un matrimonio che si svolgeva durante una crisi missilistica con la Corea del Nord. Si ispirò a questa esperienza per realizzare la scena in The Legend of Zelda: Majora's Mask in cui i promessi sposi Anju e Kafei riescono a ritrovarsi solo pochi minuti prima che la Luna si abbatta su Termina.
(Yoshiaki Koizumi)

## Ludografia
| Anno | Videogioco                                | Ruolo                                                                           |
| ---- | ----------------------------------------- | ------------------------------------------------------------------------------- |
| 1991 | The Legend of Zelda: A Link to the Past   | Manuale e illustrazioni                                                         |
| 1992 | Super Mario Kart                          | Illustrazioni                                                                   |
| 1993 | The Legend of Zelda: Link's Awakening     | Storia, dialoghi, pianificazione eventi, design dei boss e manuale              |
| 1995 | Yoshi's Island                            | CG designer                                                                     |
| 1996 | Super Mario 64                            | Assistant director e animatore 3D                                               |
| 1998 | The Legend of Zelda: Ocarina of Time      | 3D system director, game design, design dei personaggi, pianificazione eventi   |
| 2000 | The Legend of Zelda: Majora's Mask        | Game system director, game design, design dei personaggi, pianificazione eventi |
| 2002 | Super Mario Sunshine                      | Director                                                                        |
| 2002 | The Legend of Zelda: The Wind Waker       | Assistant director                                                              |
| 2004 | Donkey Kong Jungle Beat                   | Director                                                                        |
| 2007 | Super Mario Galaxy                        | Director, game design, storia                                                   |
| 2008 | New Play Control! Donkey Kong Jungle Beat | Produttore                                                                      |
| 2008 | Flipnote Studio                           | Produttore                                                                      |
| 2010 | Super Mario Galaxy 2                      | Produttore                                                                      |
| 2011 | Super Mario 3D Land                       | Produttore                                                                      |
| 2013 | Flipnote Studio 3D                        | Produttore                                                                      |
| 2013 | Super Mario 3D World                      | Produttore                                                                      |
| 2013 | NES Remix                                 | Produttore                                                                      |
| 2014 | NES Remix 2                               | Produttore                                                                      |
| 2015 | The Legend of Zelda: Majora's Mask 3D     | Supervisore                                                                     |
| 2017 | Super Mario Odyssey                       | Produttore                                                                      |
| 2019 | The Stretchers                            | Produttore                                                                      |
| 2021 | Super Mario 3D World + Bowser's Fury      | Produttore                                                                      |